# Operazione Sette
L'Operazione Sette (in tedesco: Unternehmen Sieben o anche Operation U-7) fu il nome in codice dato ad un'operazione di salvataggio dall'Olocausto attuata dall'Ufficio Affari Esteri/Dipartimento della Difesa dell'Oberkommando der Wehrmacht. L'operazione divenne nota nel 1993 grazie a Winfried Meyer.

## Descrizione
Nell'autunno del 1941 iniziò la deportazione degli ebrei dalla Germania su scala nazionale.
L'avvocato Hans von Dohnanyi e l'ufficiale Hans Oster (uno dei più attivi combattenti della Resistenza) organizzarono la cosiddetta Operazione Sette con l'appoggio dell'ammiraglio Wilhelm Canaris. Inizialmente dovevano lasciare Berlino sette ebrei, travestiti da agenti dell'Abwehr, per rifugiarsi in Svizzera. Von Dohnanyi suggerì ai deportati di cedere i loro beni all'Ufficio per ricevere il corrispettivo in valuta estera una volta arrivati in Svizzera, e Canaris approvò. Durante una visita segreta in Svizzera Von Dohnanyi prese accordi per l'accoglienza dei rifugiati.
Nel 1942 furono 14 le persone che riuscirono a fuggire in Svizzera. L'assistente sociale protestante Charlotte Friedenthal, in contatto con Dietrich Bonhoeffer, fuggì come "avanguardia" dell'operazione il 4 settembre 1942. 12 persone partirono il 29 settembre e attraversarono il confine svizzero il 30 settembre 1942:
- Julius Fliess, avvocato ebreo, con sua moglie Hildegard, anche lei ebrea, e sua figlia Dorothee;
- Fritz Werner Arnold (1894-1980), avvocato "ebreo" battezzato che mantenne i contatti tra Von Dohnanyi e gli altri "agenti" della compagnia durante i preparativi, con la moglie "ariana" Ursula e i figli Christof-Dieter e Friederike Christiane;
- Ilse Rennefeld, medico ebrea, e suo marito Otto Rennefeld, cieco e "ariano";
- Annemarie Conzen, vedova ebrea vicina di casa dell'ammiraglio Canaris, e le sue figlie "mezze ebree" Gabriele e Irmgard.

Irmingard Arnold, figlia di Fritz Werner Arnold, si rifugiò in Svizzera solo il 15 dicembre 1942. L'impresa fu un successo grazie alla buona preparazione di tutte le persone coinvolte e all'appoggio ottenuto.
Hans von Dohnanyi fu arrestato nel 1943 e detenuto nel campo di concentramento di Sachsenhausen senza alcuna accusa formale. Nel corso delle indagini sull'attentato a Hitler del luglio 1944, von Dohnanyi, Oster e Canaris furono incriminati con accuse pesanti. Durante le indagini della Gestapo furono rinvenuti il diario di Canaris e i suoi appunti che svelarono i contatti con la Resistenza. Tutti e tre furono poi giustiziati.